# Takuma Otsu
Takuma Otsu (jap. 大津拓馬 Otsu Takuma; ur. 30 października 1999) – japoński zapaśnik walczący w stylu wolnym. Zajął dziesiąte miejsce na mistrzostwach świata w 2019. Srebrny medalista mistrzostw Azji w 2020. Wicemistrz Azji juniorów 2018 roku.